# Prometeu (satèl·lit)

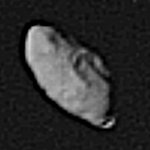
Prometeu vist pel Voyager 2 el 25 d'agost de 1981.

Prometeu és un satèl·lit de Saturn descobert el 1980 per la sonda espacial Voyager 1. Físicament és un cos molt semblant a la pròxima Pandora. El nom de Prometeu prové del tità que va entregar el secret del foc als homes en la mitologia grega (vegeu Prometeu).
Prometeu actua com satèl·lit pastor del límit interior de l'Anell F de Saturn. Pandora és el satèl·lit pastor del límit exterior de l'anell.

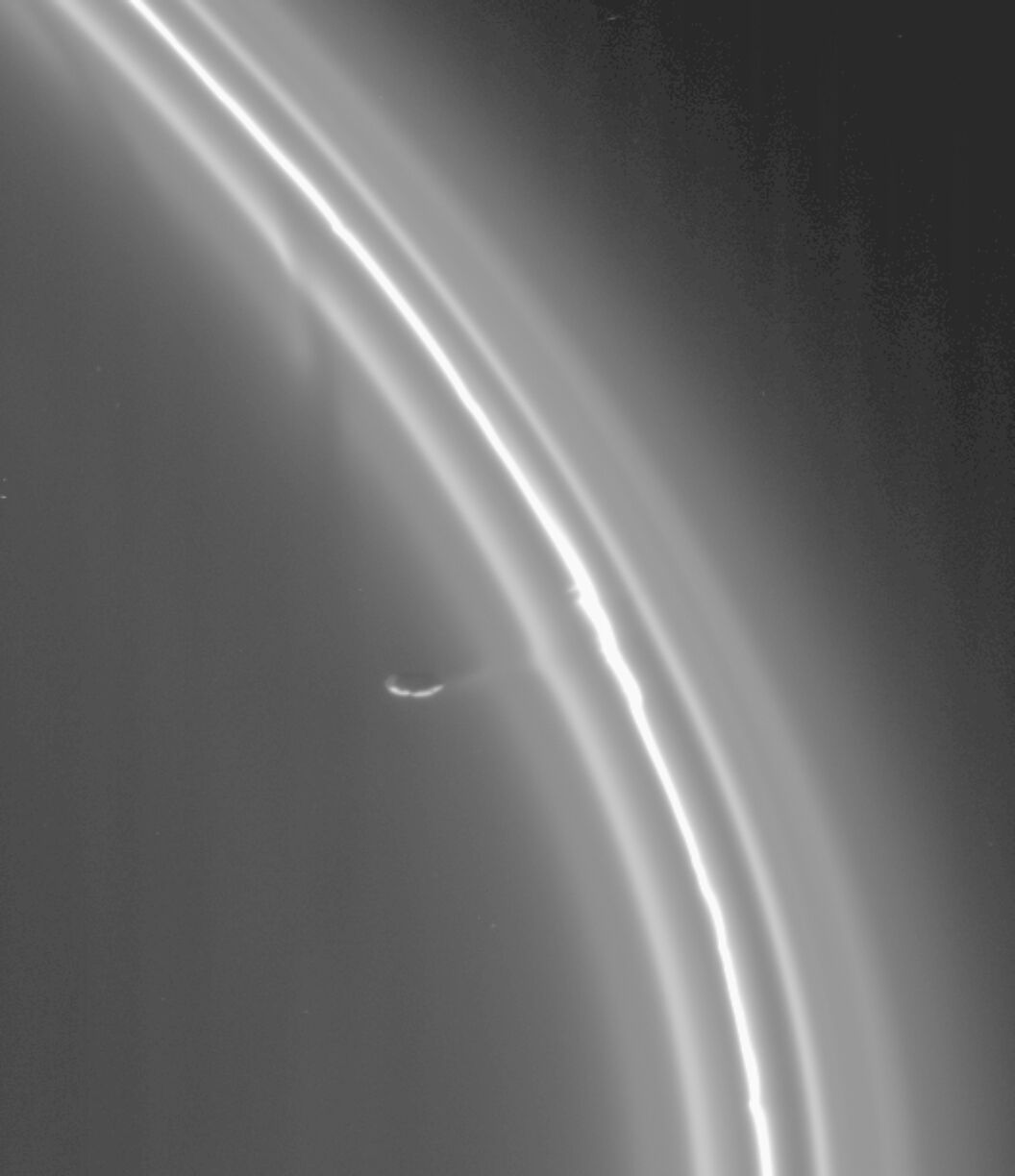
Satèl·lit pastor Prometeu cuidant l'anell F

Esta lluna presenta una forma molt allargada, les seues dimensions són de 148 per 100 per 68 km. Posseeix nombroses crestes i valls i són visibles alguns cràters d'uns 20 km de diàmetre. No obstant això, la seua superfície té molts menys cràters que la pròxima Pandora, o les llunes Epimeteu i Janus. La baixa densitat i l'elevat albedo fan probable que Prometeu siga un cos gelat porós. Donades les poques observacions d'aquest cos moltes de les seues característiques principals es coneixen amb molt poca precisió.